# Buk u mateřské školy
Buk u mateřské školy (buk lesní) je památný strom rostoucí v lázních Karlova Studánka, na travnaté ploše mezi hřištěm a mateřskou školou, při jižním okraji lázeňského parku, číslo parcely 53/1. Nachází se cca 70 metrů přibližně východním směrem od kostela Panny Marie Uzdravení nemocných a asi 130 metrů jižně od hlavní silnice procházející lázněmi (silnice II/445).

## Základní údaje
- Druh: buk lesní (Fagus sylvatica L.)
- Chráněným stromem byl vyhlášen 16. září 2000, revize vyhlašovací dokumentace 10. července 2024.[2]
- Obvod kmene: 436 cm v době vyhlášení
- Výška stromu: 22 metrů
- Šířka koruny: 18–19 metrů[1]
- Odhadované stáří stromu: 270–320 let[3], jiné zdroje cca 180 let[1]
- Poloha: 50°4′20″ s. š., 17°18′29″ v. d.

## Další památné stromy vKarlově Studánce
Na území lázní Karlova Studánka se v roce 2024 nachází pět vyhlášených památných stromů (resp. šest, pokud stromy z dvojice společně vyhlášených „lip u Hubertusu“ počítáme zvlášť). Ve směru od místní části Hubertov na Ludvíkov (přibližně od západu k východu) první je buk na křižovatce pod Hubertovem.
Druhá je dvojice lip u Hubertusu (výše, blíže ke křižovatce silnic II/450 a II/445 roste lípa velkolistá a níže, dále od křižovatky lípa srdčitá), které jsou součástí větší aleje lip (další lípy ale zatím jako památné stromy vyhlášeny nebyly). Třetí je jedle v lázeňském parku, asi 90 metrů nad Pitným pavilónem (jedle bělokorá). Čtvrtý je zde popisovaný „buk u mateřské školy“ a pátý je buk dvoják u mostu (také buk lesní, o něco níže na opačné straně od silnice II/445).  

## Fotogalerie

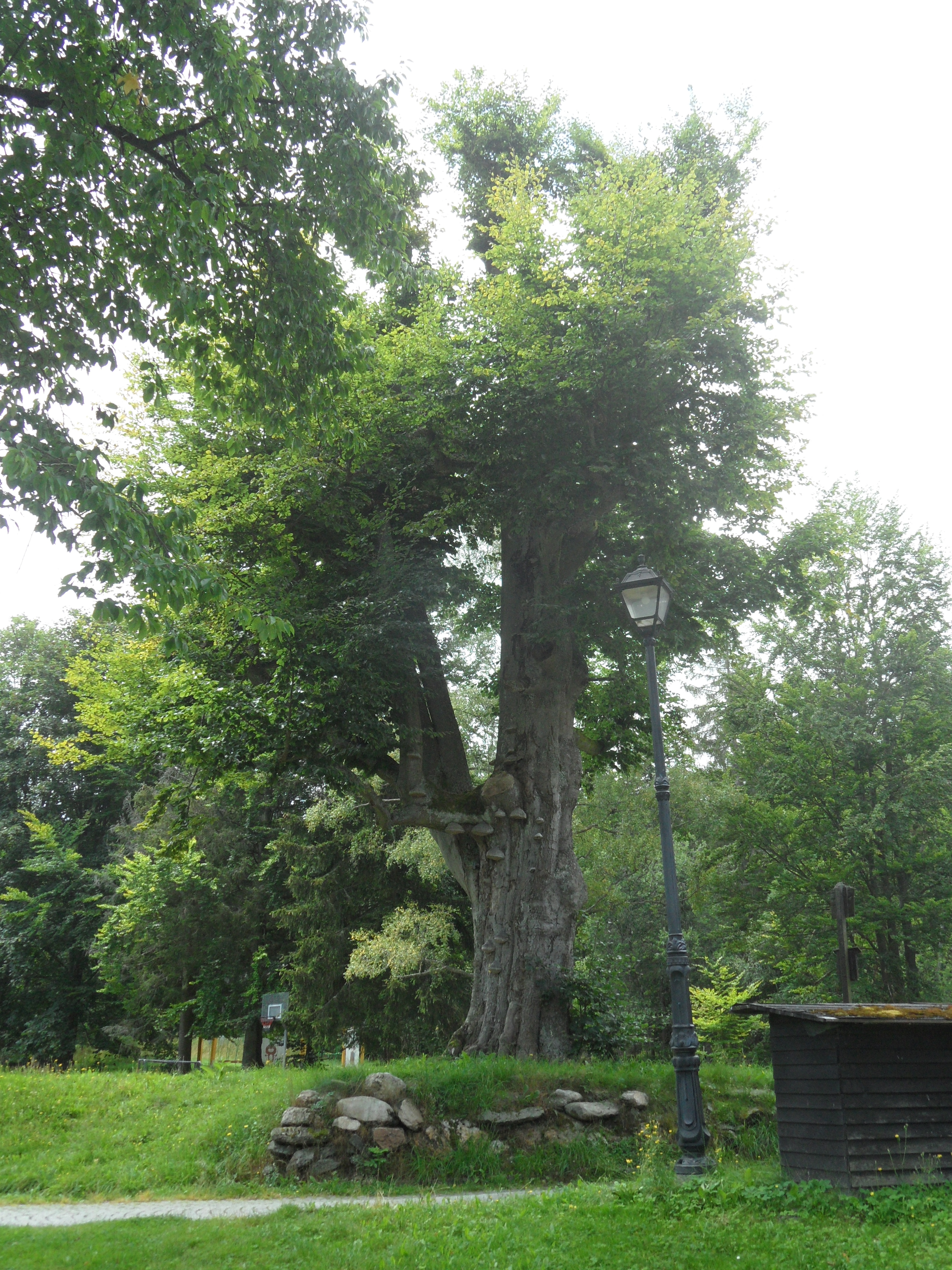
Celkový pohled přes cestu v parku
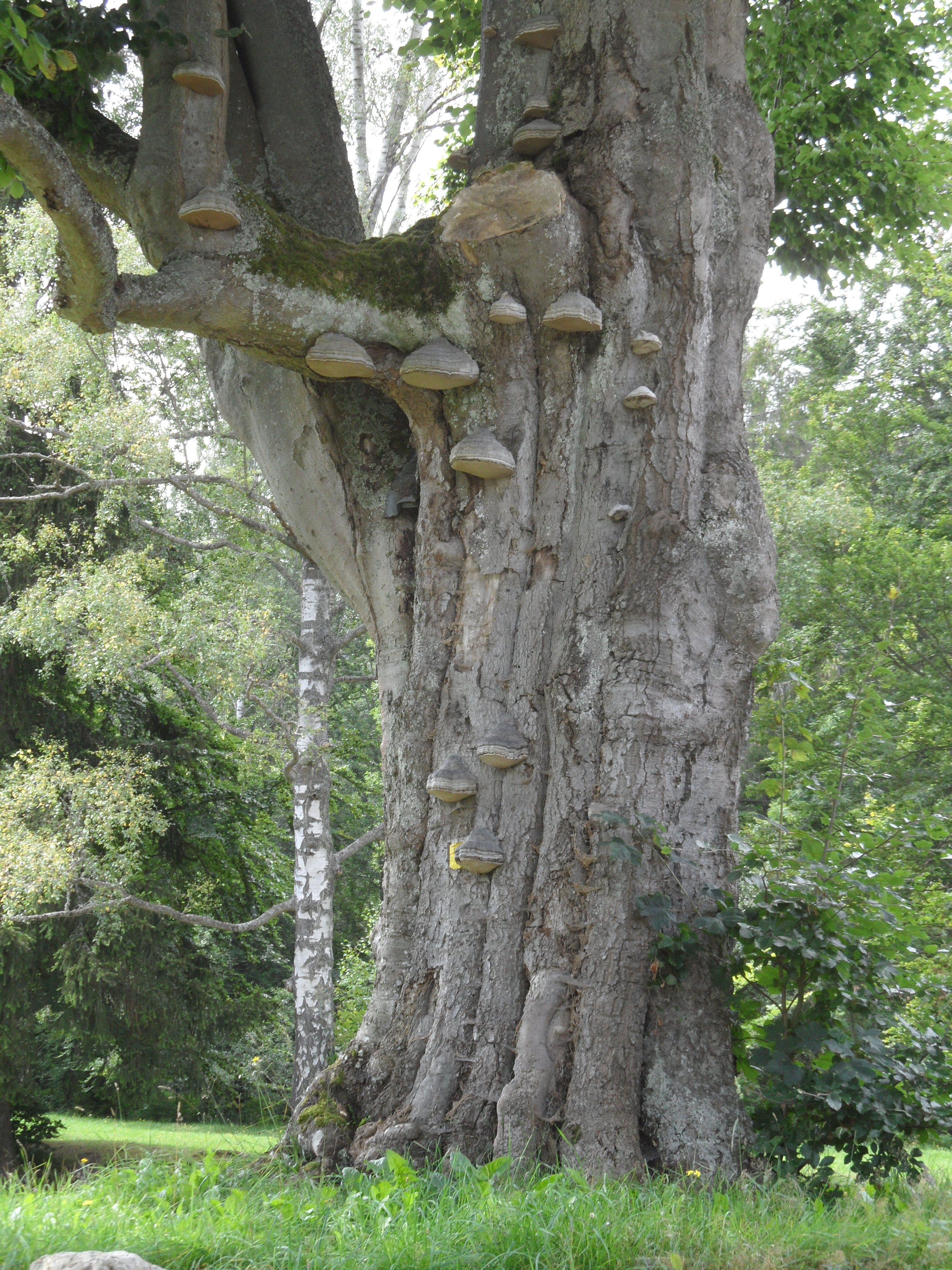
Detail kmene
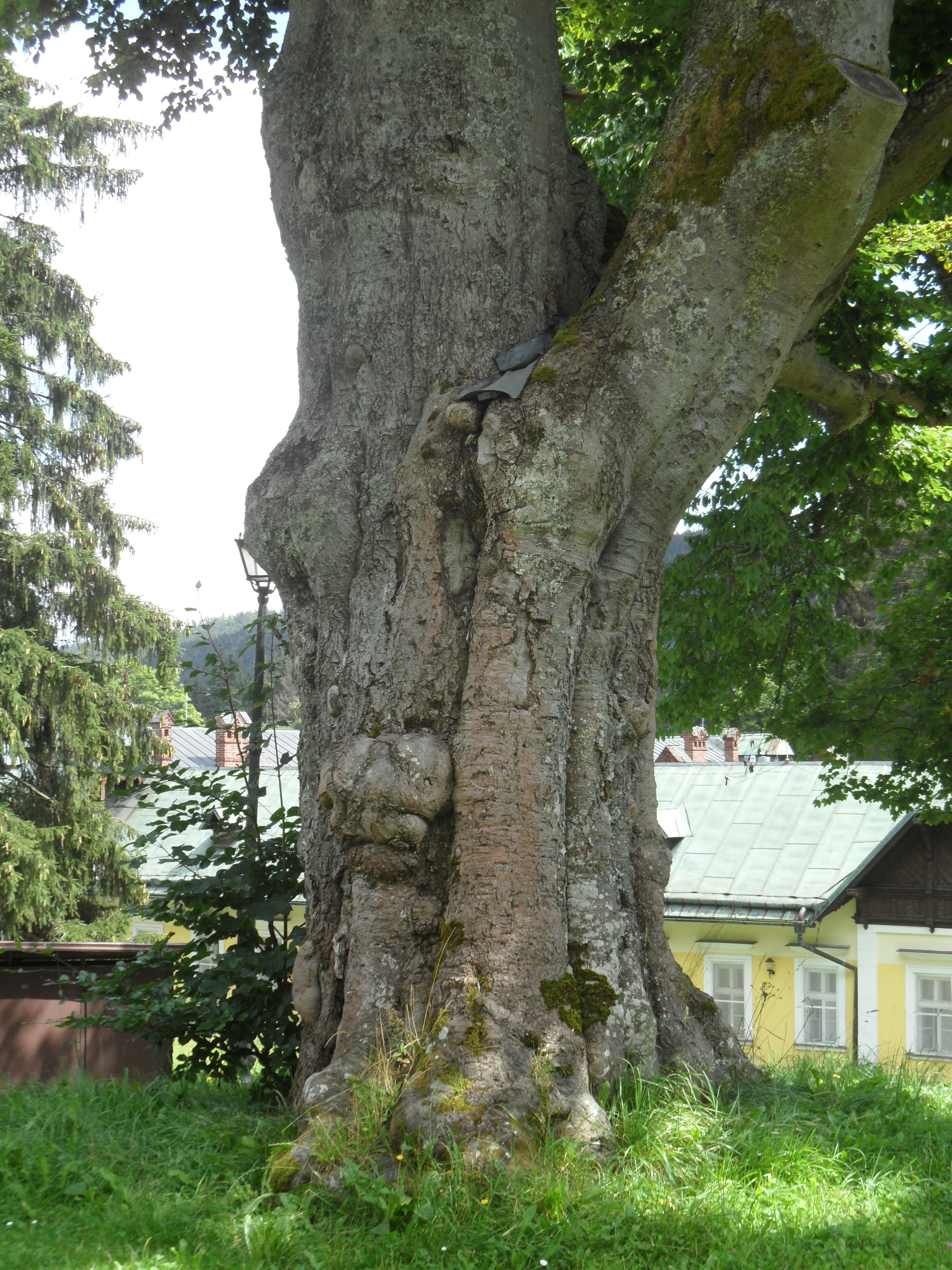
Detail kmene
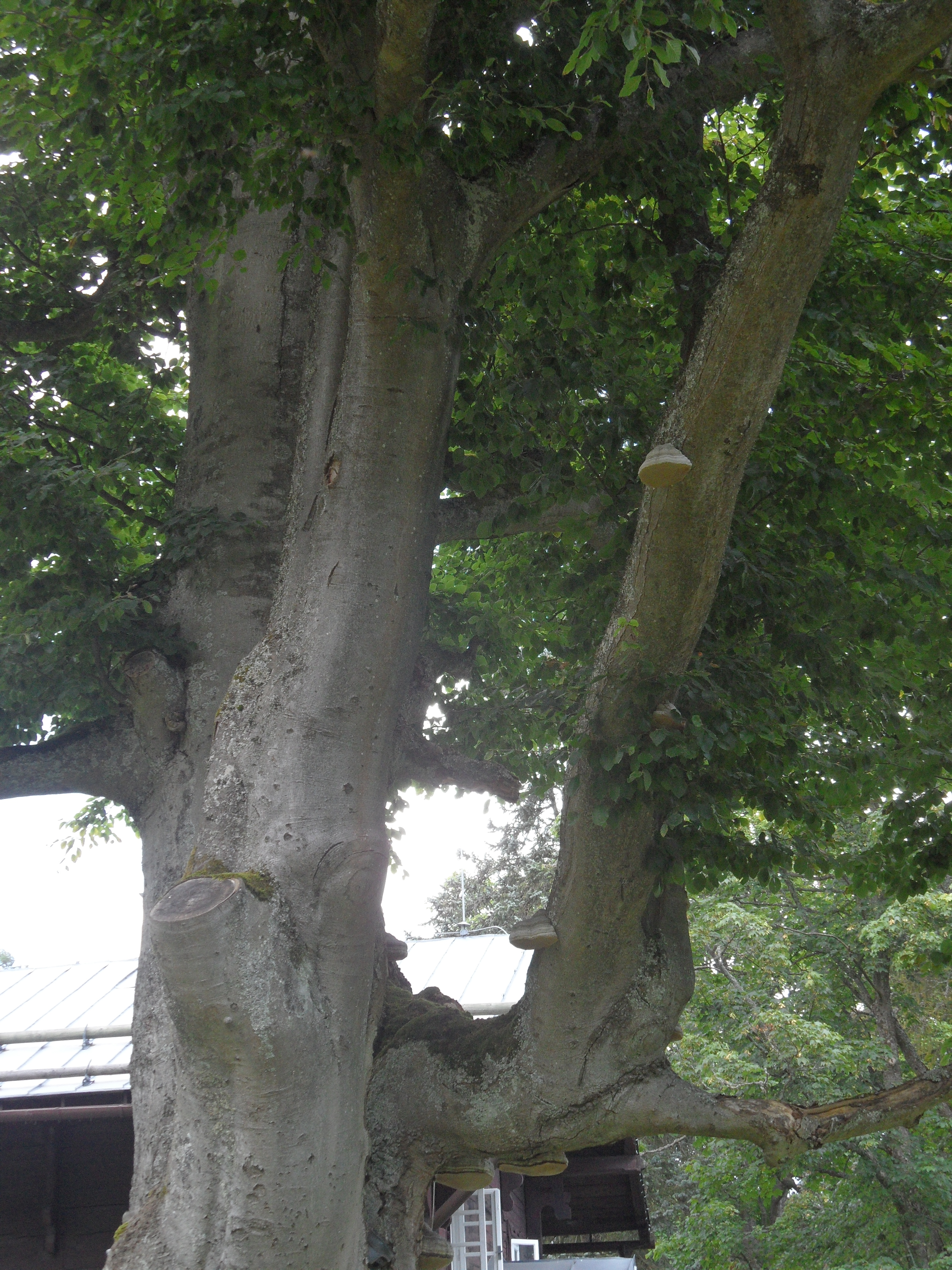
Detail hlavních větví